# Luca Hollenstein
Pour les articles homonymes, voir Hollenstein.
 (décembre 2023).
Luca Jan Hollenstein (né le 5 mars 2000 à Mosnang) est un joueur de hockey sur glace professionnel suisse. Il joue à la position de gardien de but.

## Biographie

### Jeunesse
Hollenstein évolue dans le mouvement junior du EHC Chur, puis intègre celui du EV Zoug à partir de 2015. En 2017-2018, il réalise deux blanchissages en saison régulière et deux en séries éliminatoires, étant le gardien ayant le plus haut total dans cette statistique.

### En club
Hollenstein fait ses débuts professionnels avec le EV Zoug Academy en Swiss League, lors de la saison 2017-2018. Le 20 octobre 2017, alors que son équipe perd 6-2 face au EHC Winterthour, il entre en jeu dans le troisième tiers, en remplacement de Noël Bader. Il repousse sept des huit lancers qui sont adressés vers son but. Le 18 février 2018, lors de la dernière journée du championnat, il obtient son premier départ en carrière. Face aux GCK Lions, il encaisse sept buts sur 39 lancers. Sa prestation lors de ce match convainc[réf. nécessaire] son entraîneur, Stefan Hedlund, de lui accorder sa confiance pour être le gardien partant en séries éliminatoires. Face au SC Rapperswil-Jona Lakers, grand favori de la compétition[réf. nécessaire], l'Academy n'a pas le contingent pour les inquiéter[Interprétation personnelle ?]. Lors du premier match, Hollenstein fait face à 44 tirs au but et n'en repousse que 37. L'Academy s'incline 7-0. Lors du second match, il encaisse 5 buts sur 31 tirs. Pour les deux derniers matchs, Hedlund confie les buts à Bader, mais celui-ci ne peut empêcher l'élimination de son équipe en quatre rencontres.
Le 15 septembre 2018, il fête son premier succès, une victoire 6-5 face aux GCK Lions. Il a transpiré jusqu'à la fin pour obtenir ce succès[non neutre], cédant deux fois dans la dernière minute de jeu. Le 28 septembre 2018, il repousse vingt-cinq tirs dans une rencontre face au EHC Winterthour. L'équipe fête une victoire 4-0, il s'agit de son premier blanchissage en carrière. Cette saison-là, il dispute dix-sept rencontres de saison régulière et dispute également les quatre rencontres de séries éliminatoires de l'Academy. Son club s'incline 4-0 dans sa série face au HC La Chaux-de-Fonds. Ayant fait partie du contingent de l'équipe première lors du huitième de finale, il fait partie des vainqueurs de la Coupe de Suisse 2019.
En 2019-2020, il fait ses débuts avec l'EV Zoug en National League. Le 11 octobre 2019, il dispute son premier match avec eux, une victoire 5-1 face au HC Ambrì-Piotta, lors de laquelle il repousse vingt-deux lancers. Il dispute également cinq rencontres de Ligue des champions. II se révèle comme étant un bon gardien remplaçant[Interprétation personnelle ?], le titulaire étant Leonardo Genoni. En 2020-2021 et en 2021-2022, il est sacré champion de suisse avec son équipe. Le 6 novembre 2023, il s'engage pour les deux prochaines saisons avec le HC Davos avec son coéquipier Nico Gross.

## Statistiques

### En club
| Saison    | Équipe          | Ligue          |                   | Saison régulière  | Saison régulière  | Saison régulière  | Saison régulière  | Saison régulière  | Saison régulière  | Saison régulière  | Saison régulière  | Saison régulière  | Saison régulière  |                   | Séries éliminatoires | Séries éliminatoires | Séries éliminatoires | Séries éliminatoires | Séries éliminatoires | Séries éliminatoires | Séries éliminatoires | Séries éliminatoires | Séries éliminatoires |
| Saison    | Équipe          | Ligue          | PJ                | V                 | D                 | Pr/N              | Min               | BC                | Moy               | % Arr             | Bl                | Pun               | PJ                | V                 | D                    | Min                  | BC                   | Moy                  | % Arr                | Bl                   | Pun                  |                      |                      |
| 2017-2018 | EV Zoug Academy | SL             | 2                 | 0                 | 1                 | 1                 | 80                | 6                 | 6,00              | 83,0              | 0                 | 0                 | 2                 | 0                 | 2                    | 120                  | 12                   | 6,03                 | 84,0                 | 0                    | 0                    |                      |                      |
| 2017-2018 | EV Zoug M20     | Élite Junior A | 22                | 10                | 10                | 0                 | 1 251             | 59                | 2,83              | -                 | 2                 | 0                 | 8                 | 4                 | 3                    | 490                  | 20                   | 2,45                 | -                    | 2                    | -                    |                      |                      |
| 2018-2019 | EV Zoug Academy | SL             | 17                | 4                 | 10                | 0                 | 951               | 49                | 3,09              | 90,0              | 1                 | 0                 | 4                 | 0                 | 4                    | 241                  | 15                   | 3,75                 | 89,2                 | 0                    | 0                    |                      |                      |
| 2018-2019 | EV Zoug M20     | Élite Junior A | 2                 | 1                 | 1                 | 0                 | 120               | 6                 | 3,00              | -                 | 0                 | 0                 | 1                 | 0                 | 1                    | 60                   | 3                    | 3,05                 | -                    | 0                    | 0                    |                      |                      |
| 2019-2020 | EV Zoug         | NL             | 12                | 6                 | 3                 | 2                 | 714               | 29                | 2,44              | 91,2              | 0                 | 0                 | -                 | -                 | -                    | -                    | -                    | -                    | -                    | -                    | -                    |                      |                      |
| 2019-2020 | EV Zoug Academy | SL             | 9                 | 2                 | 6                 | 1                 | 541               | 35                | 3,88              | 89,9              | 0                 | 0                 | -                 | -                 | -                    | -                    | -                    | -                    | -                    | -                    | -                    |                      |                      |
| 2020-2021 | EV Zoug         | NL             | 13                | 9                 | 1                 | 1                 | 796               | 27                | 2,04              | 93,0              | 1                 | 0                 | -                 | -                 | -                    | -                    | -                    | -                    | -                    | -                    | -                    |                      |                      |
| 2020-2021 | EV Zoug Academy | SL             | 9                 | 3                 | 3                 | 0                 | 525               | 2,18              | 93,7              | 1                 | 0                 | 0                 | -                 | -                 | -                    | -                    | -                    | -                    | -                    | -                    | -                    |                      |                      |
| 2021-2022 | EV Zoug         | NL             | 12                | 10                | 0                 | 1                 | 678               | 24                | 2,13              | 92,4              | 3                 | 2                 | -                 | -                 | -                    | -                    | -                    | -                    | -                    | -                    | -                    |                      |                      |
| 2021-2022 | EV Zoug Academy | SL             | 3                 | 0                 | 3                 | 0                 | 176               | 9                 | 3,07              | 89,5              | 0                 | 0                 | -                 | -                 | -                    | -                    | -                    | -                    | -                    | -                    | -                    |                      |                      |
| 2022-2023 | EV Zoug         | NL             | 11                | 4                 | 5                 | 0                 | 638               | 32                | 3,01              | 87,9              | 0                 | 0                 | -                 | -                 | -                    | -                    | -                    | -                    | -                    | -                    | -                    |                      |                      |
| 2023-2024 | EV Zoug         | NL             | 21                | 11                | 5                 | 4                 | 1 230             | 48                | 2,34              | 91,6              | 1                 | 0                 | 1                 | 0                 | 0                    | 23                   | 1                    | 2,68                 | 88,9                 | 0                    | 0                    |                      |                      |
| 2024-2025 | HC Davos        | NL             | Saison en cours ? | Saison en cours ? | Saison en cours ? | Saison en cours ? | Saison en cours ? | Saison en cours ? | Saison en cours ? | Saison en cours ? | Saison en cours ? | Saison en cours ? | Saison en cours ? | Saison en cours ? | Saison en cours ?    | Saison en cours ?    | Saison en cours ?    | Saison en cours ?    | Saison en cours ?    | Saison en cours ?    | Saison en cours ?    |                      |                      |
| Totaux NL | Totaux NL       | Totaux NL      | 76                | 45                | 16                | 8                 | 4 457             | 174               | 2,34              | 91,5              | 5                 | 2                 | 1                 | 0                 | 0                    | 23                   | 1                    | 2,68                 | 88,9                 | 0                    | 0                    |                      |                      |

#### Tournoi
| Saison    | Équipe          | Compétition         |   | PJ | V | D | Pr/N | Min | BC   | Moy  | % Arr | Bl | Pun                |  | Résultat |
| 2019-2020 | EV Zoug         | Ligue des champions | 5 | 3  | 1 | 1 | 305  | 5   | 0,98 | 95,3 | 1     | 0  | Quart de finale    |  |          |
| 2019-2020 | EV Zoug         | Coupe Suisse        | 2 | 1  | 1 | 0 | 120  | 4   | 2,00 | -    | 1     | 0  | Quart de finale    |  |          |
| 2020-2021 | EV Zoug Academy | Coupe Suisse        | 1 | 0  | 0 | 1 | 63   | 2   | 1,93 | -    | 0     | 0  | Seizième de finale |  |          |
| 2021-2022 | EV Zoug         | Ligue des champions | 3 | 2  | 0 | 0 | 150  | 5   | 2,01 | 88,6 | 1     | 0  | Phase de Groupe    |  |          |
| 2022-2023 | EV Zoug         | Ligue des champions | 3 | 3  | 0 | 0 | 180  | 4   | 1,33 | 93,6 | 0     | 0  | Demi-finale        |  |          |

### En équipe nationale
| Année     | Équipe     | Compétition                          |    | PJ | V | D   | Min | BC   | Moy  | % Arr | Bl | Pun      |  | Résultat |
| 2017      | Suisse M18 | Défi mondial junior A                | 2  | -  | - | -   | -   | 2,46 | 91,1 | -     | -  | 6e Place |  |          |
| 2018      | Suisse M18 | Championnat du monde moins de 18 ans | 4  | 2  | 2 | 238 | 10  | 2,52 | 90,7 | 1     | 0  | 9e Place |  |          |
| 2017-2018 | Suisse M18 | International                        | 14 | -  | - | -   | -   | 2,72 | 90,8 | -     | -  |          |  |          |
| 2019      | Suisse M20 | Championnat du monde junior          | 5  | 2  | 3 | 247 | 10  | 2,43 | 91,7 | 2     | 0  | 4e Place |  |          |
| 2018-2019 | Suisse M20 | International                        | 12 | 5  | 5 | 630 | 22  | 2,10 | 92,5 | 3     | 0  |          |  |          |
| 2020      | Suisse M20 | Championnat du monde junior          | 4  | 2  | 2 | 208 | 12  | 3,47 | 88,1 | 0     | 0  | 5e Place |  |          |
| 2019-2020 | Suisse M20 | International                        | 8  | 3  | 5 | 447 | 29  | 3,89 | 87,1 | 0     | 0  |          |  |          |

## Trophées et honneurs personnels
- 2018-2019
  - Vainqueur de la Coupe Suisse avec l'EV Zoug

- 2020-2021
  - Champion de NL avec l'EV Zoug

- 2021-2022
  - Champion de NL avec l'EV Zoug

## Transactions et contrats
- Le 24 octobre 2019, il s'entend avec l'EV Zoug pour un contrat de 2 ans[13].

- Le 25 octobre 2021, il prolonge de deux ans avec l'EV Zoug[14].

- Le 6 novembre 2023, il signe un contrat de deux ans avec le HC Davos[15].